# Tullio Campagnolo
Tullio Campagnolo (* 26. August 1901 in Vicenza; † 3. Februar 1983 ebenda) war ein italienischer Radsportler (1922–1930) und Gründer der Firma Campagnolo, die noch heute einer der führenden Fahrradkomponenten-Hersteller ist.
Seine erste Idee für eine technische Neuerung kam ihm anlässlich eines seiner Radrennen, als er das Hinterrad für einen Gangwechsel (funktionierte damals durch Wenden des auf beiden Seiten mit Zahnkränzen versehenen Hinterrades) infolge kalter und klammer Finger nicht schnell genug ausbauen konnte. Diese Erfahrung führte zu seinem ersten Produkt, der Schnellspannachse, die seit 1930 auf dem Markt ist und den schnellen Wechsel von Laufrädern noch heute erleichtert. Für dieses Produkt erhielt er 1930 sein erstes Patent. Mehr als 135 Patente sollten im Laufe der Jahrzehnte folgen. Er erfand auch 1946 die Gestänge-Kettenschaltung, deren Prinzip heute noch gebräuchlich ist. Tullio Campagnolo hat nicht die Fahrradschaltung erfunden, er hat aber als erster eine Schaltung eingeführt, die sich im Alltagseinsatz bewährt hat.
1933 gründete er die Firma Campagnolo. Die Fertigung lag allein in seinen Händen. Erst 1940 konnte er seinen ersten Mitarbeiter anstellen.
Tullio Campagnolo erhielt im Laufe der Jahre verschiedene Auszeichnungen: (Auswahl)
- Cavaliere del Lavoro (höchste Auszeichnung für einen Geschäftsmann durch die Republik Italien)
- Stella D’Oro des Nationalen Olympischen Komitees von Italien

Am 24. Juni 1995 wurde auf dem Croce d’Aune ein Monument für Campagnolo enthüllt. Es zeigt die Szene beim verpatzten Radwechsel, bei dem der Rennfahrer beschloss, hierfür eine Verbesserung zu entwickeln.